# Rook (Rakete)
Rook ist die Bezeichnung einer britischen Versuchsrakete. Die Rook wurde zwischen 1959 und 1972 25-mal gestartet, wobei die Starts sowohl von Aberporth als auch von Woomera erfolgten. Die Rook hat eine Gipfelhöhe von 20 Kilometern, eine Startmasse von 1,2 Tonnen und eine Länge von 5 Metern.